# Pozuel de Ariza
Pozuel de Ariza (aragónul Pozuel de Fariza) település Spanyolországban,  Zaragoza tartományban. Pozuel de Ariza Monteagudo de las Vicarías, Fuentelmonge, Bordalba, Ariza és Monreal de Ariza községekkel határos. Lakosainak száma 24 fő (2024).

## Népesség
A település népessége az utóbbi években az alábbiak szerint változott:
| Lakosok száma | 23   | 27   | 24   | 22   | 22   | 23   | 23   | 21   | 24   | 24   |
|               | 2001 | 2004 | 2007 | 2009 | 2012 | 2014 | 2017 | 2019 | 2022 | 2024 |